# Galtara megadoriae
Galtara megadoriae là một loài bướm đêm thuộc phân họ Arctiinae, họ Erebidae.